# Сиракуза, Кьяра
Кьяра, полное имя Кьяра Сиракуза (мальт. Chiara Siracusa; род. 25 сентября 1976, Сенглеа, Мальта) — мальтийская певица, выступавшая на конкурсе «Евровидение» в 1998, 2005 и 2009 годах.

## Биография

### Евровидение-1998
В 1998 году Кьяра выиграла конкурс «Song for Europe», проводящийся в Мальте ежегодно, целью которого является отбор исполнителей для участия на «Евровидении», с песней «The One That I Love». Она получила возможность представить Мальту на «Евровидении» в Бирмингеме.
Четыре страны (Великобритания, Ирландия, Норвегия и Словакия) отдали по 12 очков за исполнительницу из Мальты. Всего песня Кьяры получила 165 очков и заняла 3 место в конкурсе с отставанием от Дана Интернешнл всего в 7 баллов. Как признавалась сама Кьяра, она всю ночь проплакала в ванной из-за упущенной победы.

### Евровидение-2005
В 2005 году Кьяра снова выиграла «Song for Europe», на этот раз с песней «Angel». На «Евровидении» Кьяра заняла 2 место с 192 очками. Это стало лучшим результатом выступления Мальты на «Евровидении»: до этого наилучшим результатом было 165 балла. 12 баллов дала Мальте Россия.

### Евровидение-2009
В 2009 году Кьяра вновь выиграла отборочный конкурс и представила Мальту на «Евровидении» с песней «What If We». На этот раз она прошла в финал конкурса, но заняла в нём лишь 22 место из 25, получив 31 балл.

## Дискография

### Альбомы
- Shades Of One (1998)
- What You Want (2000)
- Covering Diversions (2003)
- Here I Am (2005)